# ريتشارد إل. كوكس
ريتشارد إل. كوكس (بالإنجليزية: Richard L. Cox)‏ (1970)؛ روائي أمريكي. درس في جامعة تكساس إيه آند إم.